# NGC 1260
NGC 1260은 페르세우스자리에 있는 나선 은하로, 초신성 SN 2006gy가 발견된 은하다.